# Irredentismo

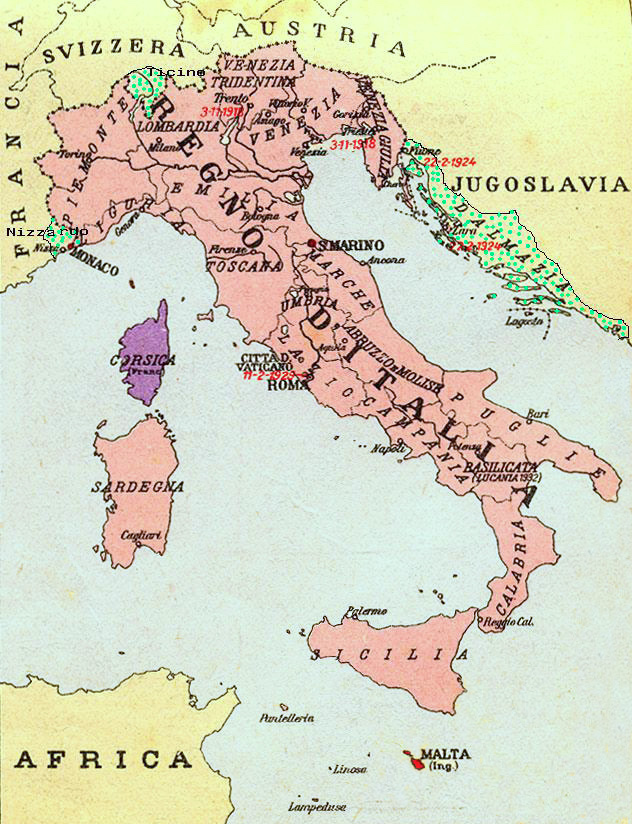
Mappa dell'Italia negli anni '30: in "rosa" i territori del Regno d'Italia (1918-1940);
in "verde" i territori che facevano parte degli ex stati italiani, rivendicati dai nazionalisti italiani (terre irredente);
in "viola" altri territori con popolazione italica che facevano parte degli ex stati italiani

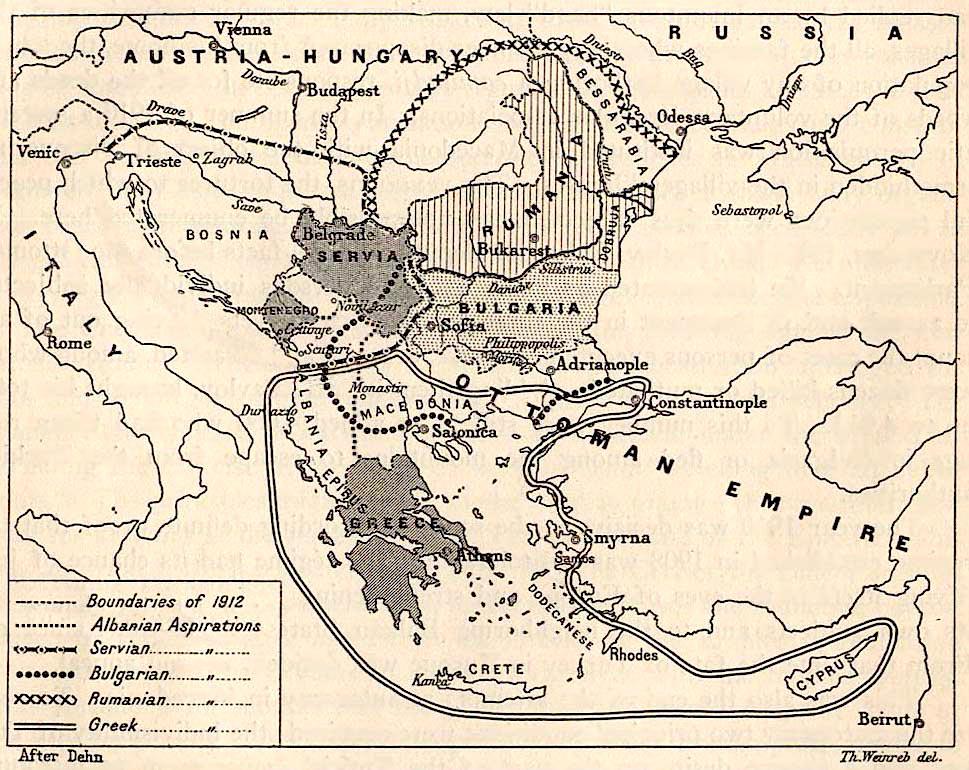
Le aspirazioni irredentiste nei Balcani nel 1912

L'irredentismo è l'aspirazione di un popolo a completare la propria unità territoriale nazionale acquisendo terre soggette al dominio straniero, ovvero terre non "liberate" (terre non redente o irredente) sulla base di un'identità etnica o di un precedente legame storico. Spesso è sostenuto da movimenti nazionalisti caratteristici di una stessa identità politica, culturale e geografica. L'espressione "terre irredente", cioè non liberate, fu utilizzata la prima volta nel 1877 dal patriota e uomo politico italiano Matteo Renato Imbriani ai funerali del padre Paolo Emilio: un giornalista viennese lo definì subito "irredentista" per dileggiarlo. Il termine è stato acquisito nella forma italiana anche da altre lingue. L'area geografica oggetto di irredentismo è definita irredenta.

## Definizione

Il dipinto del 1887 "La Tache Noire" (Il Punto Nero) di Albert Bettannier, raffigurante scolari in Francia a cui viene insegnata la provincia dell'Alsazia-Lorena, persa all'indomani della guerra franco-prussiana

L'irredentismo è direttamente connesso col processo di formazione degli Stati nazionali e può essere inteso in un duplice modo. Da un lato come il desiderio di alcuni popoli che, vivendo in una terra soggetta all'autorità di un certo Stato, vogliono distaccarsene: vuoi per entrare a far parte di un altro Stato al quale sentono di appartenere, vuoi per costituire un proprio Stato nazionale; dall'altro può essere inteso come la pretesa territoriale di uno Stato su una parte del territorio di un altro Stato. Non sempre le dispute territoriali sono irredentiste, ma spesso vengono presentate come tali per conquistare il sostegno internazionale e dell'opinione pubblica.

## Esempi

### Italia

#### Caratteri generali
L'irredentismo italiano nacque e si diffuse nell'ultimo terzo del XIX secolo, quando gran parte della penisola italiana era ormai unita assieme a Sardegna e Sicilia nel Regno d'Italia e la questione della completa unità nazionale era passata in secondo piano. Come movimento politico, primariamente anti-austriaco, mirò al completamento del disegno risorgimentale di unificazione entro i confini dello Stato italiano dei territori ancora soggetti al dominio dell'Impero d'Austria-Ungheria e considerati italiani.

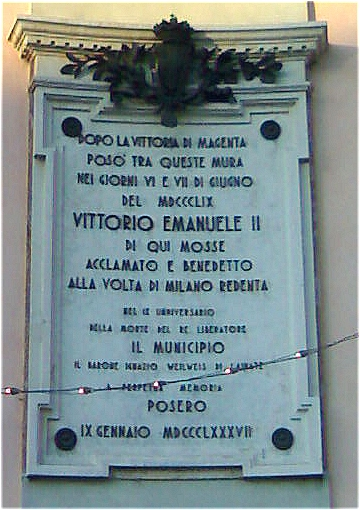
Lainate, Villa Litta: targa risorgimentale commemorativa (1887) posta a ricordo dell'ingresso di Vittorio Emanuele II nella Milano "redenta"

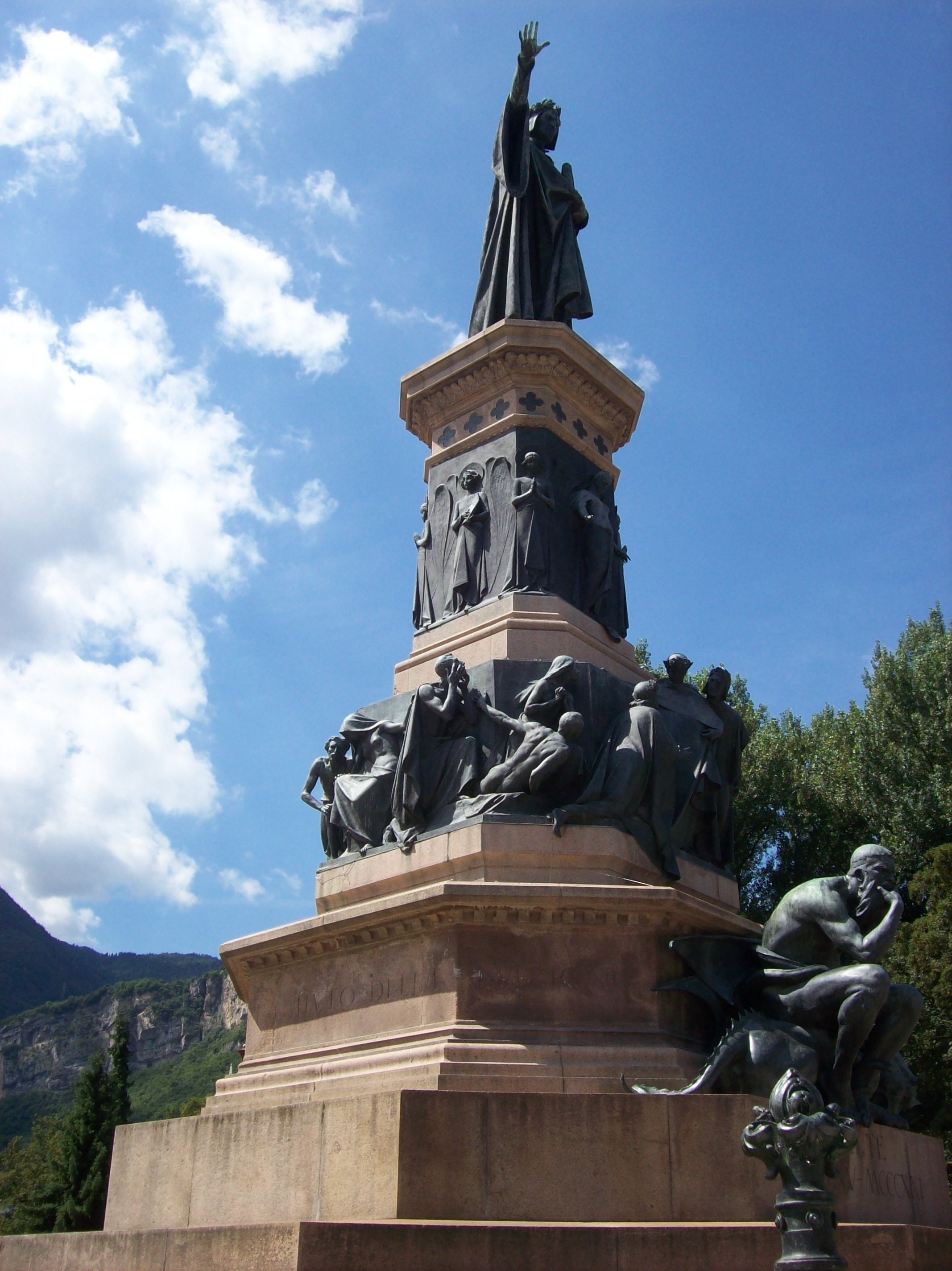
Il Monumento a Dante di Trento fu eretto come simbolo della lingua italiana e dell'italianità quando il Trentino faceva ancora parte dell'Impero austro-ungarico

Oggetto della rivendicazione irredentista furono pertanto essenzialmente le regioni del Trentino e della Venezia Giulia, rimaste sotto l'amministrazione austriaca anche dopo la III guerra d'indipendenza del 1866, nonché il territorio della città di Fiume e la Dalmazia. Dopo il 1882 e fino allo scoppio della prima guerra mondiale prevalse nella politica estera italiana la tendenza a intrattenere buoni rapporti con l'impero austro-ungarico, membro della Triplice alleanza, cui il Regno d'Italia aveva aderito per uscire dall'isolamento internazionale in cui si era trovato dopo le vicende dello Schiaffo di Tunisi.
La propaganda irredentista in Italia prese vigore soprattutto dopo il Congresso di Berlino del 1878, dando vita a un ampio dibattito presso settori della pubblica opinione nazionale. Sorsero gruppi come l'Associazione pro Italia irredenta, mentre in Trentino e in Venezia Giulia l'idea irredentista non poté esprimersi oltre la clandestinità (o l'esilio) a causa del controllo poliziesco. Tuttavia, sia entro i confini del Regno sia al di fuori di esso il movimento coinvolse una minoranza di attivisti. L'irredentismo si impose decisamente nell'immediatezza della prima guerra mondiale, e rimase una forma di propaganda costante per tutta la durata della guerra e anche oltre, quando nacque il mito della cosiddetta vittoria mutilata.
All'irredentismo risorgimentale fece poi seguito una forma di irredentismo molto aggressivo, fatto proprio dal fascismo. Esso rivolse le proprie mire al Mediterraneo (Corsica, Nizza, Malta, Corfù) e ai Balcani (Dalmazia), in un quadro di espansione imperialista che vide l'Italia proporsi come potenza mondiale emergente, con interessi sia in Africa sia nei Balcani sia nel Medio Oriente.

#### Principali esponenti
Gli irredentisti italiani si ispirarono largamente agli ideali risorgimentali, traendo forza soprattutto da una parte del pensiero di Giuseppe Mazzini e raccogliendo adesioni soprattutto nell'ambito dei nascenti movimenti anti-imperialisti socialisti, dai quali vennero alcuni dei più illustri esponenti dell'irredentismo, come il triestino Guglielmo Oberdan e i cosiddetti "Martiri trentini": il socialista Cesare Battisti, il suo allievo Fabio Filzi (istriano di Pisino), e il giovane roveretano Damiano Chiesa. Tutti vennero giustiziati dagli austriaci. Nell'ambito dell'irredentismo si sviluppò nel tempo, accanto all'originaria corrente anti-austriaca, anche una contrapposizione con le popolazioni slovene e croate per il predominio territoriale su quella che venne battezzata dal linguista goriziano Graziadio Isaia Ascoli Venezia Giulia (sebbene almeno inizialmente si tendesse invece a solidarizzare con quanti di loro si contrapponevano all'Impero). Una corrente che avrebbe trovato ampio credito e adesioni in epoca fascista assumendo un tratto anche fortemente discriminatorio e razzista, che ebbe il suo massimo rappresentante in Ruggero Timeus.

#### L'irredentismo italiano nella prima guerra mondiale
I governi del Regno d'Italia, legati politicamente dalla Triplice alleanza, non appoggiarono la causa degli irredentisti sino ad almeno il primo decennio del XX secolo quando, nel quadro dei sempre più logorati rapporti italo-austriaci, riprese vigore la propaganda del movimento. Questo iniziò a subire una crescente influenza da parte della destra nazionalista che finì per divenirne la corrente prevalente.
Gli irredentisti furono quindi alla testa della campagna interventista a favore dell'entrata dell'Italia nella prima guerra mondiale, mirante al conseguimento dei cosiddetti "confini naturali" della nazione, che comprendevano anche diverse centinaia di migliaia di cittadini di lingua italiana, maggioritari sia nella parte trentina del Tirolo a sud dello spartiacque alpino sia in diverse zone della Venezia Giulia. Nella parte tedescofona del Tirolo, le forze pangermaniche si opposero aggressivamente alle spinte irredentiste, e lanciarono ancora il 9 maggio 1918 alla dieta popolare tenutasi a Vipiteno da parte del Tiroler Volksbund, la richiesta di espulsione completa degli irredentisti dal Trentino.
L'ideale irredentista motivò l'arruolamento dei volontari provenienti dalla "terre irredente" nell'esercito italiano. I volontari giuliani e dalmati furono 2107, di cui 332 furono feriti e 302 caddero in combattimento o subirono la pena capitale inflitta dai tribunali militari austriaci. I reparti asburgici costituiti da giuliani e dalmati furono generalmente inviati sul fronte orientale, anche perché veniva paventata la loro possibile simpatia verso il nemico italiano. Parimenti i sudditi dell'Impero, disertori arruolatisi nelle file del Regio esercito, vennero alle volte guardati con sospetto, in quanto possibili spie infiltrate. Per quanto riguarda i trentini, sono stati individuati 902 nomi di soldati provenienti da quella regione e arruolati come volontari nella Legione Trentina del Regio Esercito: 710 cittadini austriaci e 43 soggetti a obbligo di leva nel Regno d'Italia, mentre per 149 di essi non è stato possibile determinare con certezza la nazionalità. 
Grazie alla collaborazione fra Impero russo e Regno d'Italia, 4000 prigionieri trentini e delle province adriatiche vennero trasferiti in Italia. L'opinione prevalente in Austria all'epoca asseriva che fossero tutti traditori e di sinceri sentimenti italiani, mentre successivi studi dimostrarono che non fu così. Molti di loro, pur di scampare alle terribili condizioni di prigionia, scelsero di definirsi italiani a prescindere dal loro vero sentimento personale di appartenenza nazionale: perfino dei convinti sostenitori dell'Austria si diedero per italiani, nonostante le autorità austriache reagissero con severe misure di polizia contro le famiglie dei sospetti di irredentismo o dei prigionieri degli alleati che si presumeva avessero disertato. Quanto ai civili, le forze austro-ungariche provvidero alla deportazione - prevalentemente verso l'Austria e l'Ungheria - di tutti gli Italiani considerati pericolosi dalle autorità imperiali, nonché all'internamento per motivi di guerra di parte delle popolazioni delle retrovie del fronte.

#### Le aspirazioni politiche degli irredentisti italiani

Mappa che mostra le aree storicamente parte degli ex-stati italiani rivendicate dal movimento irredentista

Alla fine del conflitto molti irredentisti vicini ai nazionalisti di Enrico Corradini, Luigi Federzoni e Alfredo Rocco abbandonarono il principio dell'autodeterminazione e condivisero la richiesta di una definizione dei nuovi confini in base a considerazioni di carattere storico, economico o militare, contraddicendo quindi i principi originari dell'irredentismo stesso. Ciò avvenne anche per reazione a un presunto "voltafaccia" degli alleati (tra cui, in particolare, il presidente USA Thomas Woodrow Wilson e il francese Georges Clemenceau) nel corso delle trattative di Parigi che avrebbero condotto alla ridefinizione dei confini europei nel dopoguerra. In particolare, questo diverso approccio venne utilizzato dalla delegazione italiana per le discussioni sulla Dalmazia, in grande maggioranza slava (croata, serba e montenegrina) con limitate comunità italofone nelle principali città costiere e nelle isole antistanti. La regione era stata promessa all'Italia dal Patto di Londra (peraltro non sottoscritto dagli Stati Uniti e disconosciuto da Wilson), ma fin da subito apparve chiaro che gli alleati fossero molto riluttanti a confermarne la sorte.
Trasfigurato dall'amarezza per la cosiddetta "Vittoria mutilata" e da un senso di delusione e di ostilità verso gli ex alleati colpevoli del "tradimento" degli impegni, nonché di disprezzo verso i governanti italiani incapaci di ottenere il rispetto dei patti, il movimento irredentista appoggiò fortemente l'occupazione di Fiume da parte di Gabriele D'Annunzio, alla testa di un gruppo di militari ammutinatisi ai loro comandi. La città era a maggioranza italiana, ma nel Patto di Londra era prevista la sua attribuzione alla Croazia.
Dopo l'iniziale occupazione da parte di reparti serbi e l'arrivo di alcune navi da guerra italiane (3 novembre), a Fiume arrivò in successione un contingente di 13000 uomini del Regio Esercito (17 novembre), immediatamente seguito dall'invio di truppe francesi (28 novembre) e dalla proclamazione dell'inclusione di Fiume nella sfera d'occupazione dell'Armée d'Orient (10 dicembre), nonché di un battaglione di fanteria U.S.A. Il 6 luglio 1919 scoppiarono degli scontri noti come "Vespri Fiumani": secondo le confuse e contraddittorie ricostruzioni dell'epoca pare che alcuni militari francesi avessero strappato le coccarde tricolori appuntate sulle vesti delle donne fiumane, provocando la reazione degli uomini e poi, a fronte della minaccia di intervento armato da parte francese, ci sarebbe stato un massiccio intervento successivo di alcuni reparti militari italiani. Il bilancio finale fu molto pesante: nove morti e undici feriti da parte francese e tre feriti fra gli italiani. Poco più di due mesi dopo, ebbe inizio l'occupazione militare di Fiume da parte di D'Annunzio.

#### Il ruolo di Gabriele D'Annunzio
Il "poeta soldato" Gabriele D'Annunzio giocò un ruolo fondamentale nella guida degli irredentisti italiani, sia durante gli anni di guerra sia successivamente. Ai primi di settembre 1919 radunò a Ronchi di Monfalcone (in seguito ribattezzata Ronchi dei Legionari) diversi volontari provenienti soprattutto dal Corpo degli Arditi e dalla III Armata, dimessi dal Governo per lo spiccato spirito irredentista che dimostrarono. Assieme a Riccardo Gigante e Giovanni Giuriati, D'Annunzio fu raggiunto dai Granatieri provenienti da Fiume, che si unirono ai Legionari e prepararono il ritorno in città.
L'ingresso dei dannunziani a Fiume avvenne il 12 settembre 1919: il giorno venne battezzato da D'Annunzio "Santa Entrata", per richiamare la Santa Intrada dei veneziani a Zara quando presero possesso della Dalmazia nel 1409. Lo stesso giorno fu dichiarata l'annessione di Fiume all'Italia. A fronte della reticenza di Roma, l'8 settembre 1920 D'Annunzio proclamò la costituzione della Reggenza italiana del Carnaro. 
Il 12 novembre 1920 fu sottoscritto il trattato di Rapallo tra Regno d'Italia e Regno dei Serbi, Croati e Sloveni. Prevedendo il trattato la costituzione di Fiume in Stato Libero, D'Annunzio si oppose fino a giungere a proclamare lo stato di guerra contro l'Italia. Il nuovo capo del Governo italiano Giovanni Giolitti ordinò allora al generale Enrico Caviglia di farla finita con la Reggenza del Carnaro, sgombrando la città dai legionari. Il 24 dicembre il Regio Esercito avanzò contro le difese di Fiume e la corazzata "Andrea Doria" aprì il fuoco contro il Palazzo del Governo, sede del comando di D'Annunzio. I combattimenti proseguirono fino al 29 dicembre, costando la vita a ventidue legionari, diciassette soldati italiani e cinque civili. D'Annunzio - che aveva una spiccatissima propensione alla drammatizzazione dei fatti e alla creazione di slogan efficaci - chiamò questi combattimenti Natale di sangue. L'abbandono della città da parte di D'Annunzio (2 febbraio 1921) rese possibile la creazione dello Stato libero di Fiume, sotto il governo di Riccardo Zanella. Questi era a capo del Partito Autonomista fiumano, che nonostante il tentativo di distruzione delle schede elettorali da parte dei nazionalisti e dei fascisti aveva vinto le elezioni parlamentari del 24 aprile 1921. Il 3 marzo 1922 Zanella venne deposto, a seguito di un'insurrezione nazionalista guidata dai dannunziani e fascisti Francesco Giunta e Nino Host Venturi. Dopo un periodo di forti tensioni, Mussolini inviò a Fiume l'esercito e nominò il generale Gaetano Giardino governatore della città (16 settembre 1923). Fiume venne infine annessa al Regno d'Italia a seguito del Trattato di Roma, sottoscritto il 27 gennaio 1924 dal governo italiano e quello del Regno dei Serbi, Croati e Sloveni.
Per qualche anno il movimento irredentista venne frenato dal regime fascista, pronto però a rinfocolarlo in occasione delle crisi diplomatiche con la vicina Jugoslavia.
Nel 1938, a seguito dell'allontanamento dell'Italia dalla Francia dovuto alla guerra d'Etiopia, il governo di Benito Mussolini riprese a rivendicare il Nizzardo, la Corsica e la Savoia quali terre irredente. Il fascismo cercò di promuovere l'irredentismo nella Svizzera italiana e nelle Isole Ionie, e sostenne anche lo sparuto movimento irredentista maltese.

### Altri Paesi
In molti Paesi sono maturati movimenti irredentisti a partire dal XIX secolo sino ai tempi attuali. In Europa ricordiamo gli irredentismi di Irlanda, Germania, Serbia, Romania, Croazia, Slovenia, Albania, Polonia, Ucraina, Ungheria, Finlandia, Macedonia del Nord, Bulgaria e Grecia. Negli altri continenti si ricordano la Cina, l'Argentina, la Siria, l'Armenia, il Kurdistan, il Pashtunistan (diviso tra Afghanistan e Pakistan), il Kashmir (spartito tra Pakistan e India in conseguenza dell'appartenenza religiosa, divisa tra induisti e musulmani, non dei popoli ma dei principi), gli arabi in Palestina, i somali nell'Ogaden e nel Kenya, il Messico, la Bolivia. Anche la proclamazione della Palestina è considerata dai suoi assertori una sorta di irredentismo. Alcuni Stati, attualmente, hanno formalizzato le proprie pretese irredentistiche, diffondendone le idee e includendole nelle rispettive carte costituzionali.

#### Norvegia

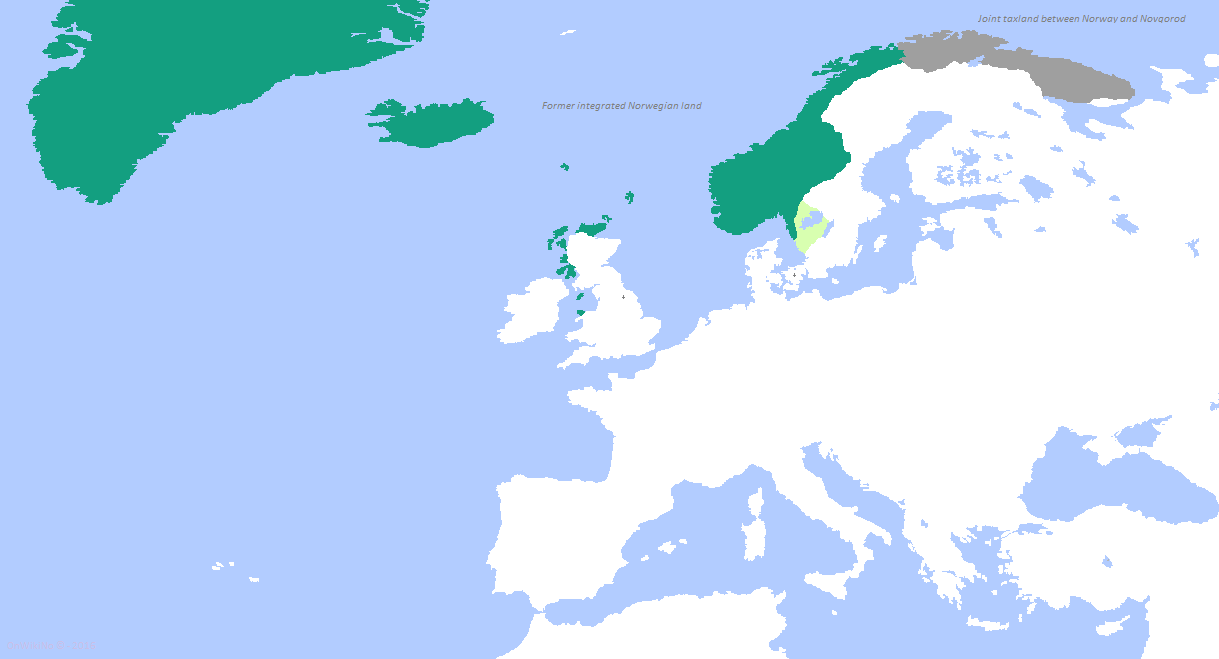
Il Regno di Norvegia nella sua massima espansione

L'irredentismo presente in Norvegia riguarda una possibile riappropriazione dei territori perduti nella dissoluzione dell'Unione di Danimarca-Norvegia. L'Impero norvegese, nella sua massima estensione, includeva l'Islanda, la Groenlandia, le Isole Fær Øer e le isole Shetland. Sotto la sovranità danese, dal momento che si è stabilita una posizione di egemonia nell'Unione di Kalmar, i territori sono stati considerati come colonie norvegesi. Con il trattato di Kiel del 1814 molti territori della Norvegia sono stati trasferiti dalla Danimarca alla Svezia, mentre i territori di Islanda, Groenlandia e Fær Øer sono stati mantenuti dalla Danimarca.
Nel 1919 la Norvegia dichiarò la sovranità su un'area nella Groenlandia orientale. Sorse una disputa con la Danimarca che fu chiarita solo nel 1933 dalla Corte di giustizia internazionale. La Norvegia, precedentemente, comprendeva le province Jämtland, Härjedalen, Idre, Särna (perdute col trattato di Brömsebro del 1645) e Bohuslän (perduta col trattato di Roskilde del 1658), che vennero cedute alla Svezia dopo le sconfitte danesi nella guerra dei trent'anni e nella guerra danese-svedese (1657-1658).

#### India
Nel subcontinente indiano, le colonie europee che non facevano parte del Raj britannico non furono tutte ammesse fin da subito nello Stato dell'India. Esempi di annessioni territoriali successive alla creazione dello Stato indiano furono l'annessione nel 1961 di Goa e del Junagadh. Attualmente in India si usa spesso l'espressione Akhand Bharat, letteralmente "Un'India indivisa", che richiama al desiderio di riunire all'India il Pakistan e il Bangladesh, così come si presentava prima della partizione nel 1947 (e prima ancora, durante l'Impero Maurya, l'Impero Gupta, l'Impero Moghul o l'Impero Maratha). L'espressione Akhand Bharat richiama spesso correnti di pensiero di organizzazioni nazionalistiche indiane come il partito Rashtriya Swayamsevak Sangh (RSS) e il Bharatiya Janata Party (BJP).

#### Spagna
La Spagna rivendica Gibilterra, un territorio britannico d'oltremare che fu ceduto agli inglesi nel XVIII secolo.
L'appropriazione britannica di Gibilterra fu condotta nel 1704, durante la guerra di successione spagnola (1701 – 1714). Il Regno di Castiglia cedette formalmente il territorio in perpetuo alla corona britannica col trattato di Utrecht (1713). Una rivendicazione territoriale spagnola è stata presentata formalmente dal dittatore Francisco Franco nel 1960, essendo ribadita dai governi spagnoli democratici successivi. Nel 2002 ci fu un tentativo di accordo sulla possibile sovranità congiunta di Gibilterra tra i governi del Regno Unito e della Spagna, ma fu respinta con un referendum popolare. Il governo britannico si rifiuta di discutere della sovranità di Gibilterra senza il consenso dei suoi cittadini.

#### Portogallo
Attualmente il Portogallo non riconosce la sovranità spagnola sul territorio di Olivenza, ceduto durante le guerre napoleoniche alla metà del XIX secolo. Di recente si è creato un movimento intellettuale allo scopo di promuovere un certo grado di integrazione della Galizia col Portogallo, mantenendo la sovranità spagnola. Nessuna autorità statale o regionale si è però mai dichiarata favorevole alla riannessione del territorio al Portogallo, per motivi politici, socio-culturali e anche linguistici.

#### Argentina
La prima Norma transitoria della Costituzione argentina stabilisce che: "La Nazione Argentina conferma la propria legittima e imprescindibile sovranità sulle Isole Malvine, Georgia del Sud e Sandwich del Sud e sui relativi spazi marittimi e insulari in quanto costituenti parte integrante del territorio nazionale. Il recupero di detti territori e il pieno esercizio della sovranità nel rispetto dello stile di vita degli abitanti e secondo i principi del diritto internazionale, costituiscono un obiettivo permanente e irrinunciabile del popolo argentino".

#### Israele
Lo Stato di Israele è stato fondato nel 1948 con il sì dell'Assemblea generale delle Nazioni Unite. L'indipendenza israeliana fu realizzata a seguito della fine del mandato amministrativo inglese sulla Palestina. Quando gli inglesi lasciarono la Palestina ci fu una guerra tra gli arabi e gli ebrei, la prima guerra arabo-israeliana. Giudea e Samaria facevano parte dell'antico Regno di Israele. Questa terra, oltre il confine designato della Cisgiordania nel 1947, e la striscia di Gaza, furono occupate da Israele assieme a Gerusalemme Est durante la guerra dei sei giorni nel 1967, strappandola agli arabi, esercitando un forte sdegno da parte dei vecchi abitanti. Israele ha esplicitamente rivendicato la sovranità in qualsiasi parte della Cisgiordania oltre a Gerusalemme Est, che ha annesso unilateralmente nel 1980 considerando Gerusalemme la propria capitale storica ed indivisibile. Tuttavia, l'esercito israeliano sostiene e difende centinaia di insediamenti di cittadini israeliani che hanno migrato verso la West Bank. Il Consiglio di sicurezza delle Nazioni Unite attualmente considera Israele come occupante della West Bank, non come il suo legittimo proprietario. Israele ha rinunciato a Gaza con il ritiro unilaterale del 2005.

#### Repubblica Popolare Cinese

Dispute territoriali cinesi

Il preambolo della Costituzione della Repubblica Popolare Cinese stabilisce al punto i.: "Unione da completare. Taiwan è parte del territorio sacrosanto (shensheng) della Repubblica Popolare Cinese. Completare la grande opera dell'unione (tongyi) della patria è un obbligo sacrosanto dell'intero popolo cinese, compresi i compatrioti di Taiwan.

#### Repubblica di Cina (Taiwan)
L'articolo 4 della Costituzione della Repubblica di Cina (Taiwan) stabilisce che: "Il territorio della Repubblica di Cina con riferimento ai suoi attuali confini nazionali non può essere alterato se non con risoluzione dell'Assemblea Nazionale". Tale articolo fa riferimento alle storiche pretese territoriali cinesi sulla Mongolia e parti della Russia (Repubblica di Tuva) e della Birmania, più altre minori pretese su territori degli Stati confinari, per quanto queste pretese non siano state sollevate negli ultimi decenni. È da notare che la Costituzione della Repubblica di Cina (Taiwan) fa riferimento all'intero territorio cinese, compresa la Repubblica Popolare Cinese.

#### Comore
L'articolo 1 della Costituzione delle Comore stabilisce che: "L'Unione delle Comore è una Repubblica, composta dalle Isole autonome di Mwali (Mohéli), Maoré (Mayotte), Ndzuwani (Anjouan), N'gazidja (Grande Comore)". L'isola di Mayotte geograficamente fa parte dell'arcipelago delle Comore, ma fu l'unica delle quattro isole a votare contro l'indipendenza del paese dalla Francia nel plebiscito del 22 dicembre 1974. L'isola di Mayotte è dal 2011 un Dipartimento d'oltremare della Repubblica Francese.

#### Russia
Spesso confuso con l'eurasiatismo, l'irredentismo russo si riferisce generalmente alle rivendicazioni della Russia di Vladimir Putin su parti dell'ex Impero russo o dell'ex Unione Sovietica/Comunità degli Stati Indipendenti, rivendicazioni sorte nel XXI secolo. L'annessione della Crimea spiega parzialmente come queste richieste siano effettivamente reali, lo stesso per quanto riguarda l'Invasione russa dell'Ucraina del 2022.